# Papyrus Hearst

Papyrus Hearst

Der Papyrus Hearst ist ein altägyptischer medizinischer Papyrus. Er entstand um 1550 v. Chr. enthält viele Parallelen zum Papyrus Ebers, jedoch auch Rezepte gegen neue, zum Teil unbekannte Krankheiten wie z. B. die „Asiaten-Krankheit“ (Lepra oder Beulenpest).

## Forschungsgeschichte
Der Papyrus wurde im Frühling 1901 von einem Einheimischen in Siedlungsresten bei Deir el-Ballas entdeckt, wo eine Expedition unter der Leitung von George Andrew Reisner arbeitete. Der Papyrus wurde zu Ehren von Phoebe Hearst, der Mutter von William Randolph Hearst benannt, die die Expedition finanzierte. Der hieratische Text wurde von Reisner 1905 veröffentlicht. 1912 brachte Walter Wreszinski eine hieroglyphische Transkription und eine Übersetzung ins Deutsche heraus. 
Die letzte und ausführlichste Bearbeitung geschah Mitte des 20. Jahrhunderts durch Hildegard von Deines, Hermann Grapow und Wolfhart Westendorf.
Heute befindet sich der Papyrus Hearst in der Bancroft Library der University of California, Berkeley.

## Beschreibung
Der Papyrus besteht aus einer einseitig beschriebenen Rolle mit einer Länge von 3,5 m. Der Text ist in achtzehn Kolumnen aufgeteilt, von denen die letzten drei teilweise zerstört sind. Die Datierung reicht vom Anfang des Neuen Reiches (circa 1550 v. Chr.) bis zur Regierungszeit von Thutmosis III.

## Inhalt
Der Papyrus Hearst ist wie der Papyrus Ebers eine Sammelhandschrift. Er umfasst 260 unstrukturierte Einzeltexte, von denen über ein Drittel Parallelen zum Ebers aufweisen. Dazu gehören u. a. Rezepte zur Gefäßbehandlung, zur allgemeinen Behandlung von Schmerzen (wechedu), zur Wundheilung und zur Bekämpfung dämonischer Krankheiten, jedoch keine Lehrtexte.
Besonders interessant sind die Fälle, die beim Papyrus Ebers fehlen. Unter anderem zählen dazu Knochenbrüche und die eventuell als Lepra identifizierte Asiatenkrankheit. Es treten aber auch Zaubersprüche auf, die bei der Abmessung und Anwendung häufig verwendeter Drogen aufgesagt wurden.
Bei der Behandlung von Bisswunden ergänzt der Papyrus Hearst den Ebers um Bisse des Schweins, des Nilpferds und des Löwen. Bei der Behandlung von Fingern und Zehen wird die Ebers-Gruppe von der Hearst-Gruppe sogar stark übertroffen (33 Fälle beim Papyrus Hearst gegenüber neun beim Papyrus Ebers).